# Austrian Death Machine
Austrian Death Machine (dt. österreichische Todesmaschine) ist eine parodistische Thrash-Metal-Band aus San Diego, Kalifornien.

## Geschichte
Die Band wurde von As-I-Lay-Dying-Sänger Tim Lambesis gegründet und steht bei Metal Blade Records unter Vertrag. Die Grundlage ihrer Musik ist das schauspielerische Schaffen von Arnold Schwarzenegger, dessen Filmzitate die Vorlage für fast alle Songtitel bilden (etwa „Get to the Chopper!“ aus Predator). Austrian Death Machine hat von Fach- und Szenezeitschriften überwiegend positive Kritiken erhalten.

## Gastmusiker
- Jason Suecof (Capharnaum)
- Mark MacDonald (Mercury Switch)
- Dan Fitzgerald
- Adam Dutkiewicz (Killswitch Engage)
- Nick Hipa (As I Lay Dying)
- Eyal Levi (Dååth)
- Emil Werstler (Dååth)
- Jason Barnes (Haste the Day)
- Andrew Tapley (The Human Abstract)
- Rusty Cooley (Outworld)
- Chris Storey (All Shall Perish)
- Buz McGrath (Unearth)
- Kris Norris (Darkest Hour)
- James Patrick „JP“ Gericke (Skyline Collapse, Death by Stereo)
- Rocky Gray (Living Sacrifice)

## Diskografie

### Alben
- 2008: Total Brutal
- 2009: Double Brutal
- 2014: Triple Brutal
- 2024: Quad Brutal

### EPs
- 2008: A Very Brutal Christmas
- 2011: Jingle All the Way